# Đurmanec

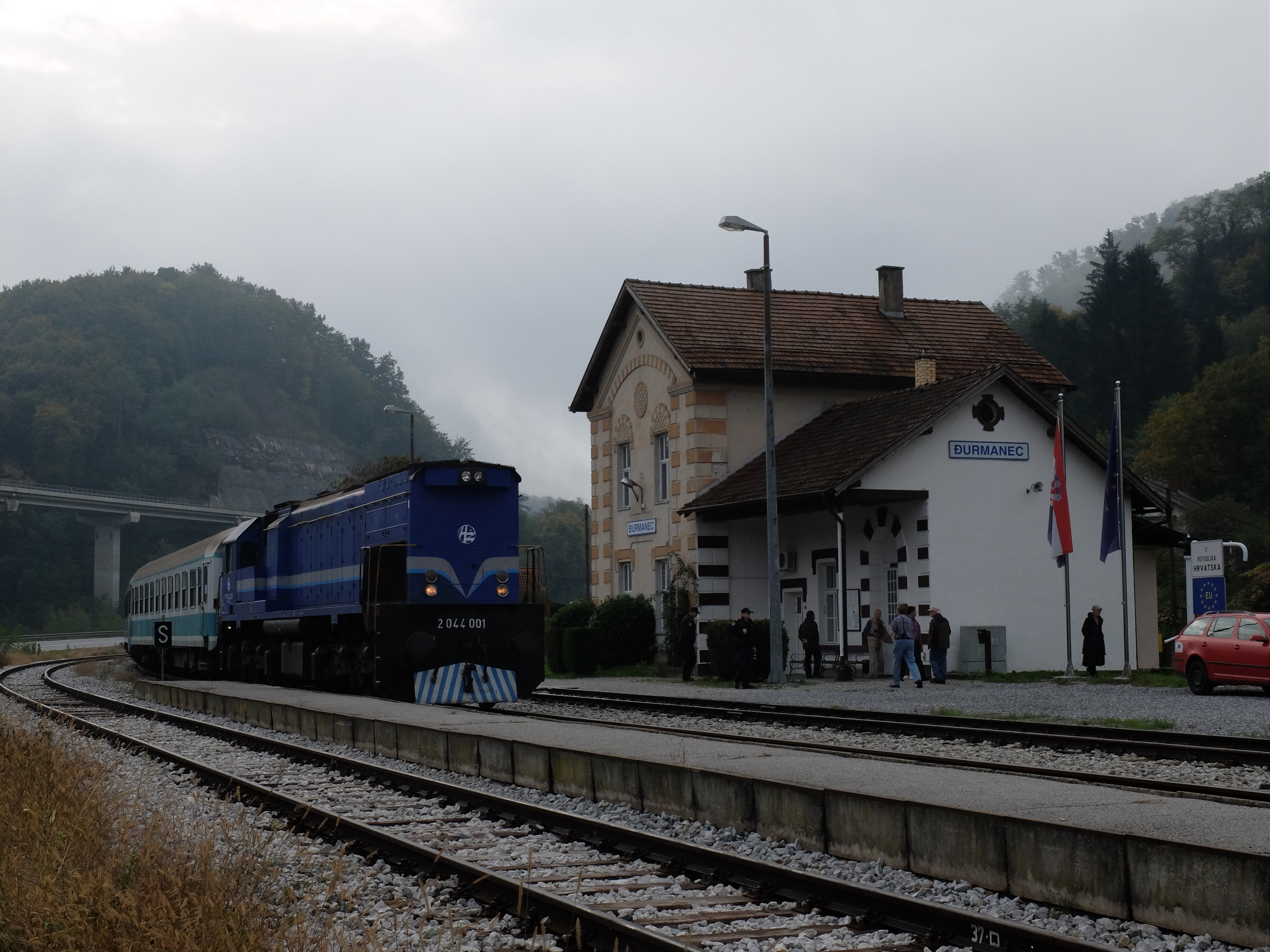
Estación de trenes

Đurmanec es un municipio y localidad de Croacia en el condado de Krapina-Zagorje.

## Geografía
Se encuentra a una altitud de 194 m s. n. m. a 65,3 km de la capital nacional, Zagreb.

## Demografía
En el censo 2011, el total de población del municipio fue de 4226 habitantes, distribuidos en las siguientes localidades:
- Donji Macelj - 565
- Đurmanec - 831
- Goričanovec - 283
- Gornji Macelj - 204
- Hlevnica - 255
- Hromec - 442
- Jezerišće - 119
- Koprivnica Zagorska - 115
- Lukovčak - 227
- Podbrezovica - 281
- Prigorje - 297
- Putkovec - 215
- Ravninsko - 392